# Clásico RCN de 2019
A 59.ª edição do Clássico RCN (oficialmente: Clássico RCN Cerveza Andina 2019) foi uma carreira de ciclismo de estrada por etapas que se celebrou entre o 20 e o 29 de setembro de 2019 com início na cidade de Santa Fé de Antioquia e final na cidade de Cali na Colômbia. O percurso constou de um total de 10 etapas sobre uma distância total de 1 265,9 km.
A carreira realizou-se como uma concorrência de categoria nacional não UCI sendo parte do calendário da Federação Colombiana de Ciclismo para 2019 e foi vencida pelo ciclista espanhol Óscar Sevilla da equipa Medellín. O pódio completaram-no, em segundo lugar, Didier Chaparro do Orgullo Antioqueño e em terceiro lugar Ángel Alexander Gil da EPM-Scott.

## Equipas participantes
Tomaram a partida um total de 19 equipas, dos quais 7 foram de categoria Continental e 12 equipas regionais e de clubes, quem conformaram um pelotão de 173 ciclistas dos quais terminaram 124. As equipas participantes foram:
| Equipes Continentais (7)- Coldeportes Zenú - EPM-Scott - Medellín - Coldeportes Bicicletas Strongman - GW Shimano Chaoyang Kixx Envía PX Lazer - Orgullo Paisa - BetPlay Cycling Team Equipes amadoras de ciclismo (6)- EBSA Empresa de Energía Boyacá - Avinal-GW-Carmen de Viboral - Tolima es Pasión - Fundación Depormundo - Sundark Arawak - Néctar-Gobernación de Cundinamarca Equipes regionais e clubes (6)- Supergiros-Alcaldía de Manizales - JB-Flowerpack - AV Villas Team - Boyacá es Para Vivirla - Liciclismo Huila - Ciclo Valle |
| |

## Etapas
A primeira etapa a carreira correu-se seguindo um formato introduzido na edição anterior denominado como "contrarrelógio em grupos" mediante o qual o pelotão se divide em 3 grandes grupos conformados por um terço dos corredores de cada equipa, seleccionados previamente pelo seu director desportivo. A cada grupo resultante corre a sua própria etapa ou manga. O ganhador da etapa, será o ganhador da manga que tomou menos tempo em chegar à meta. As diferenças de tempo entre os grupos serão as mesmas alocadas para cada ciclista na classificação geral depois da etapa corrida baixo este formato.
| Etapa | Data    | Percurso                         | type                       | Distância (km) | Vencedor                    | Líder geral   |
| ----- | ------- | -------------------------------- | -------------------------- | -------------- | --------------------------- | ------------- |
| 1     | 20 set. | Santa Fe de Antioquia – Sopetrán | contrarrelógio por equipes | 22,1           | Johan Colón                 | Johan Colón   |
| 2     | 21 set. | Medellín – Bello                 | etapa escarpada            | 139            | Óscar Sevilla               | Óscar Sevilla |
| 3     | 22 set. | El Santuario – La Dorada         | etapa escarpada            | 188,4          | Óscar Quiroz                | Óscar Sevilla |
| 4     | 23 set. | La Dorada – La Vega              | média montanha             | 121,9          | Alexander Cepeda            | Óscar Sevilla |
| 5     | 24 set. | Cajicá – Villa de Leyva          | etapa escarpada            | 152,2          | Luis Carlos Chia            | Óscar Sevilla |
| 6     | 25 set. | Sachica – Sesquilé               | etapa escarpada            | 120,5          | Brayan Sánchez              | Óscar Sevilla |
| 7     | 26 set. | Fusagasugá – Ibagué              | etapa plana                | 168,7          | Stiber Ortiz                | Óscar Sevilla |
| 8     | 27 set. | Ibagué – Guadalajara de Buga     | alta montanha              | 209,6          | Óscar Quiroz                | Óscar Sevilla |
| 9     | 28 set. | Tuluá – Cáli                     | etapa plana                | 131            | Juan Pablo Restrepo Herrera | Óscar Sevilla |
| 10    | 29 set. | Cáli – Cáli                      | contrarrelógio individual  | 12,5           | Didier Merchán              | Óscar Sevilla |

## Classificações finais
As classificações finalizaram da seguinte forma:

### Classificação geral
| \| Classificação geral \| Classificação geral \| Classificação geral \| Classificação geral \| Classificação geral \| \| Ciclista \| Ciclista \| Equipe \| Tempo \| \| \| ------------------- \| ------------------- \| -------------------------------- \| ------------------- \| ------------------- \| \| 1. \| Óscar Sevilla \| Medellín \| 29h52m23s \| \| \| 2. \| Didier Chaparro \| Orgullo Paisa \| + 1m05s \| \| \| 3. \| Ángel Alexander Gil \| EPM \| + 1m07s \| \| \| 4. \| Freddy Montaña \| EPM \| + 1m35s \| \| \| 5. \| George Tibaquirá \| Sundark Arawak \| + 1m53s \| \| \| 6. \| Jonathan Cañaveral \| Coldeportes Bicicletas Strongman \| + 2m10s \| \| \| 7. \| Edward Beltrán \| Medellín \| + 2m27s \| \| \| 8. \| Óscar Quiroz \| Coldeportes Bicicletas Strongman \| + 2m33s \| \| \| 9. \| Bernardo Suaza \| Supergiros-Alcaldía de Manizales \| + 3m11s \| \| \| 10. \| Brandon Rivera \| GW Shimano \| + 3m25s \| \| |                     |                                  |           |
| |                     |                                  |           |
| |                     |                                  |           |
| Classificação geral |                     |                                  |           |
| Ciclista | Ciclista            | Equipe                           | Tempo     |
| 1. | Óscar Sevilla       | Medellín                         | 29h52m23s |
| 2. | Didier Chaparro     | Orgullo Paisa                    | + 1m05s   |
| 3. | Ángel Alexander Gil | EPM                              | + 1m07s   |
| 4. | Freddy Montaña      | EPM                              | + 1m35s   |
| 5. | George Tibaquirá    | Sundark Arawak                   | + 1m53s   |
| 6. | Jonathan Cañaveral  | Coldeportes Bicicletas Strongman | + 2m10s   |
| 7. | Edward Beltrán      | Medellín                         | + 2m27s   |
| 8. | Óscar Quiroz        | Coldeportes Bicicletas Strongman | + 2m33s   |
| 9. | Bernardo Suaza      | Supergiros-Alcaldía de Manizales | + 3m11s   |
| 10. | Brandon Rivera      | GW Shimano                       | + 3m25s   |

### Classificação da montanha
| Classificação da montanha | Classificação da montanha | Classificação da montanha        | Classificação da montanha | Classificação da montanha |
| Ciclista                  | Ciclista                  | Equipe                           | Pontos                    |                           |
| ------------------------- | ------------------------- | -------------------------------- | ------------------------- | ------------------------- |
| 1.                        | Edison Muñoz              | Orgullo Paisa                    | 47 pts                    |                           |
| 2.                        | Nicolás Paredes           | Medellín                         | 39 pts                    |                           |
| 3.                        | Diego Camargo             | Coldeportes-Zenú                 | 38 pts                    |                           |
| 4.                        | Heiner Parra              | GW Shimano                       | 34 pts                    |                           |
| 5.                        | Ivan Darío Bothia         | Boyacá es Para Vivirla           | 26 pts                    |                           |
| 6.                        | Jhon Anderson Rodríguez   | EPM                              | 24 pts                    |                           |
| 7.                        | Didier Merchán            | Coldeportes Bicicletas Strongman | 18 pts                    |                           |
| 8.                        | Óscar Sevilla             | Medellín                         | 16 pts                    |                           |
| 9.                        | Brayan Hernández          | Coldeportes Bicicletas Strongman | 15 pts                    |                           |
| 10.                       | Brandon Rivera            | GW Shimano                       | 15 pts                    |                           |

### Classificação da regularidade
| Classificação por pontos | Classificação por pontos    | Classificação por pontos         | Classificação por pontos | Classificação por pontos |
| Ciclista                 | Ciclista                    | Equipe                           | Pontos                   |                          |
| ------------------------ | --------------------------- | -------------------------------- | ------------------------ | ------------------------ |
| 1.                       | Óscar Sevilla               | Medellín                         | 77 pts                   |                          |
| 2.                       | Óscar Quiroz                | Coldeportes Bicicletas Strongman | 58 pts                   |                          |
| 3.                       | Jonathan Cañaveral          | Coldeportes Bicicletas Strongman | 54 pts                   |                          |
| 4.                       | Brandon Rivera              | GW Shimano                       | 46 pts                   |                          |
| 5.                       | Róbigzon Oyola              | Medellín                         | 38 pts                   |                          |
| 6.                       | Ángel Alexander Gil         | EPM                              | 34 pts                   |                          |
| 7.                       | Johan Colón                 | Coldeportes-Zenú                 | 27 pts                   |                          |
| 8.                       | Juan Pablo Restrepo Herrera | Orgullo Paisa                    | 26 pts                   |                          |
| 9.                       | Andrés Camilo Pedroza       | Coldeportes Bicicletas Strongman | 26 pts                   |                          |
| 10.                      | Didier Chaparro             | Orgullo Paisa                    | 25 pts                   |                          |

### Classificação das metas volantes
| Classificação por velocidade | Classificação por velocidade | Classificação por velocidade     | Classificação por velocidade | Classificação por velocidade |
| Ciclista                     | Ciclista                     | Equipe                           | Pontos                       |                              |
| ---------------------------- | ---------------------------- | -------------------------------- | ---------------------------- | ---------------------------- |
| 1.                           | Andrés Camilo Pedroza        | Coldeportes Bicicletas Strongman | 22 pts                       |                              |
| 2.                           | Walter Pedraza               | GW Shimano                       | 15 pts                       |                              |
| 3.                           | Jhon Anderson Rodríguez      | EPM                              | 12 pts                       |                              |
| 4.                           | Steven Cuesta                | Deprisa                          | 8 pts                        |                              |
| 5.                           | Óscar Quiroz                 | Coldeportes Bicicletas Strongman | 6 pts                        |                              |
| 6.                           | Edwin Parra                  | Sundark Arawak                   | 6 pts                        |                              |
| 7.                           | Ivan Darío Bothia            | Boyacá es Para Vivirla           | 6 pts                        |                              |
| 8.                           | Remberto Jaramillo           |                                  | 5 pts                        |                              |
| 9.                           | Róbigzon Oyola               | Medellín                         | 4 pts                        |                              |
| 10.                          | Brayan Baez Vanegas          | BetPlay Cycling Team             | 4 pts                        |                              |

### Classificação da combinada
| Classificação de combinados | Classificação de combinados | Classificação de combinados      | Classificação de combinados | Classificação de combinados |
| Ciclista                    | Ciclista                    | Equipe                           | Pontos                      |                             |
| --------------------------- | --------------------------- | -------------------------------- | --------------------------- | --------------------------- |
| 1.                          | Óscar Sevilla               | Medellín                         | 25 pts                      |                             |
| 2.                          | Óscar Quiroz                | Coldeportes Bicicletas Strongman | 47 pts                      |                             |
| 3.                          | Jhon Anderson Rodríguez     | EPM                              | 62 pts                      |                             |
| 4.                          | Aldemar Reyes Ortega        | GW Shimano                       | 67 pts                      |                             |
| 5.                          | José Tito Hernández         | Orgullo Paisa                    | 81 pts                      |                             |
| 6.                          | Nicolás Paredes             | Medellín                         | 83 pts                      |                             |
| 7.                          | Edwin Parra                 | Sundark Arawak                   | 101 pts                     |                             |
| 8.                          | Danny Osorio                | Orgullo Paisa                    | 102 pts                     |                             |
| 9.                          | Ivan Darío Bothia           | Boyacá es Para Vivirla           | 111 pts                     |                             |
| 10.                         | Carlos Andrés Parra         |                                  | 120 pts                     |                             |

### Classificação dos jovens
| Classificação dos jovens | Classificação dos jovens | Classificação dos jovens         | Classificação dos jovens | Classificação dos jovens |
| Ciclista                 | Ciclista                 | Equipe                           | Tempo                    |                          |
| ------------------------ | ------------------------ | -------------------------------- | ------------------------ | ------------------------ |
| 1.                       | Brayan Hernández         | Coldeportes Bicicletas Strongman | 29h56m55s                |                          |
| 2.                       | Nicolás Sáenz            |                                  | + 2s                     |                          |
| 3.                       | Alexander Cepeda         | Coraje Carchense                 | + 1m15s                  |                          |
| 4.                       | Santiago Ordóñez         | EPM                              | + 1m42s                  |                          |
| 5.                       | Fabian Fuentes           |                                  | + 5m49s                  |                          |
| 6.                       | Juan Pablo Vallejo Ríos  |                                  | + 12m57s                 |                          |
| 7.                       | Óscar Galvis Atehortua   | Coldeportes-Zenú                 | + 13m20s                 |                          |
| 8.                       | Diego Camargo            | Coldeportes-Zenú                 | + 14m09s                 |                          |
| 9.                       | Carlos Herney Soler      |                                  | + 15m48s                 |                          |
| 10.                      | Harold Tejada            | Medellín                         | + 15m52s                 |                          |

### Classificação por equipas
| Classificação por equipes | Classificação por equipes               | Classificação por equipes | Classificação por equipes |
| Equipe                    | Equipe                                  | Tempo                     |                           |
| ------------------------- | --------------------------------------- | ------------------------- | ------------------------- |
| 1.                        | Coldeportes Bicicletas Strongman        | 89h36m45s                 |                           |
| 2.                        | EPM-Scott                               | + 3m30s                   |                           |
| 3.                        | Orgullo Paisa                           | + 4m45s                   |                           |
| 4.                        | Medellín                                | + 6m06s                   |                           |
| 5.                        | Supergiros-Alcaldía de Manizales        | + 8m00s                   |                           |
| 6.                        | GW Shimano Chaoyang Kixx Envía PX Lazer | + 8m07s                   |                           |
| 7.                        | Boyacá es Para Vivirla                  | + 11m47s                  |                           |
| 8.                        | Sundark Arawak                          | + 15m42s                  |                           |
| 9.                        | Coldeportes Zenú                        | + 34m32s                  |                           |
| 10.                       | Avinal-GW-Carmen de Viboral             | + 1h03m28s                |                           |

## Evolução das classificações
| Etapa                 | Ganhador de etapa     | Classificação geral | Classificação da montanha | Classificação da regularidade | Classificação da combinada | Classificação da combatividade | Classificação das metas volantes | Classificação sub-23 | Classificação sprint especial | Classificação da grande diferença | Classificação da excelência | Classificação por equipas |
| --------------------- | --------------------- | ------------------- | ------------------------- | ----------------------------- | -------------------------- | ------------------------------ | -------------------------------- | -------------------- | ----------------------------- | --------------------------------- | --------------------------- | ------------------------- |
| 1.ª                   | Johan Colón           | Johan Colón         | Brayan Sánchez            | Óscar Sevilla                 | Heiner Parra               | Alexander Gil                  | Jaime Castañeda                  | Cristian Ruiz        | José Tito Hernández           | Edison Muñoz                      | Edward Beltrán              | EPM-Scott                 |
| 2.ª                   | Óscar Sevilla         | Óscar Sevilla       | Edison Muñoz              | Óscar Sevilla                 | Nicolás Paredes            | Óscar Sevilla                  | Óscar Quiroz                     | Juan Tito Rendón     | Harold Tejada                 | Óscar Quiroz                      | Stiber Ortíz                | Medellín                  |
| 3.ª                   | Óscar Quiroz          | Óscar Sevilla       | Edison Muñoz              | Johan Colón                   | Edison Muñoz               | Óscar Quiroz                   | Óscar Quiroz                     | Juan Tito Rendón     | Steven Cuesta                 | Óscar Quiroz                      | Juan Diego Hoyos            | Medellín                  |
| 4.ª                   | Alexander Cepeda      | Óscar Sevilla       | John Anderson Rodríguez   | Óscar Sevilla                 | Óscar Quiroz               | Heiner Parra                   | Óscar Quiroz                     | Óscar Galvis         | Steven Cuesta                 | Heiner Parra                      | George Tibaquirá            | Medellín                  |
| 5.ª                   | Luis Carlos Chía      | Óscar Sevilla       | Nicolás Paredes           | Óscar Sevilla                 | Óscar Sevilla              | Heiner Parra                   | Steven Cuesta                    | Óscar Galvis         | Stiber Ortíz                  | Heiner Parra                      | Marco Tulio Suesca          | Medellín                  |
| 6.ª                   | Brayan Sánchez        | Óscar Sevilla       | Edison Muñoz              | Óscar Sevilla                 | Óscar Sevilla              | Andrés Pedroza                 | Walter Pedraza                   | Óscar Galvis         | Stiber Ortíz                  | Heiner Parra                      | Brandon Rivera              | Medellín                  |
| 7.ª                   | Stiber Ortíz          | Óscar Sevilla       | Edison Muñoz              | Óscar Sevilla                 | Óscar Sevilla              | Andrés Pedroza                 | Andrés Pedroza                   | Óscar Galvis         | Stiber Ortíz                  | Andrés Pedroza                    | Juan Pablo Vellejo          | Bicicletas Strongman      |
| 8.ª                   | Óscar Quiroz          | Óscar Sevilla       | Edison Muñoz              | Óscar Sevilla                 | Óscar Sevilla              | Andrés Pedroza                 | Andrés Pedroza                   | Nicolas Sáenz        | Stiber Ortíz                  | Diego Cano                        | Rafael Hernández            | Bicicletas Strongman      |
| 9.ª                   | Juan Pablo Restrepo   | Óscar Sevilla       | Edison Muñoz              | Óscar Sevilla                 | Óscar Sevilla              | Andrés Pedroza                 | Andrés Pedroza                   | Nicolas Sáenz        | Stiber Ortíz                  | Heiner Parra                      | Brandon Rivera              | Bicicletas Strongman      |
| 10.ª                  | Didier Merchán        | Óscar Sevilla       | Edison Muñoz              | Óscar Sevilla                 | Óscar Sevilla              | Andrés Pedroza                 | Andrés Pedroza                   | Brayan Hernández     | Stiber Ortíz                  | Diego Cano                        | Isaac Jaguaro               | Bicicletas Strongman      |
| Classificações finais | Classificações finais | Óscar Sevilla       | Edison Muñoz              | Óscar Sevilla                 | Óscar Sevilla              | Andrés Pedroza                 | Andrés Pedroza                   | Brayan Hernández     | Stiber Ortíz                  | Diego Cano                        | Isaac Jaguaro               | Bicicletas Strongman      |